# Campeonato Mundial de Atletismo em Pista Coberta de 2024
O Campeonato Mundial de Atletismo em Pista Coberta de 2024 foi a 19ª edição da competição organizada pela World Athletics no período de 1 a 3 de março de 2024, na Arena Commonwealth, em Glasgow, no Reino Unido. Foram disputadas 26 provas com a presença de 587 atletas de 128 nacionalidades.

## Processo de licitação
A licitação começou em março de 2021 com apresentações finais no outono daquele ano. Glasgow, Toruń da Polônia e Almaty no Cazaquistão apresentaram propostas para sediar o Campeonato Mundial de Atletismo em Pista Coberta de 2024. Em 1 de dezembro de 2021, em sua reunião em Mônaco, o Conselho Mundial de Atletismo escolheu Glasgow para sediar a 19ª edição do campeonato.

## Calendário
| Data →             | 1 de março | 1 de março | 1 de março | 1 de março | 2 de março | 2 de março | 2 de março | 2 de março | 3 de março | 3 de março | 3 de março | 3 de março |
| Evento ↓           | M          | M          | T          | T          | M          | M          | T          | T          | M          | M          | T          | T          |
| ------------------ | ---------- | ---------- | ---------- | ---------- | ---------- | ---------- | ---------- | ---------- | ---------- | ---------- | ---------- | ---------- |
| 60 m               | Q          | Q          | SF         | F          |            |            |            |            |            |            |            |            |
| 400 m              | Q          | Q          | SF         | SF         |            |            | F          | F          |            |            |            |            |
| 800 m              | Q          | Q          |            |            | SF         | SF         |            |            |            |            | F          | F          |
| 1500 m             |            |            | Q          | Q          |            |            |            |            |            |            | F          | F          |
| 3000 m             |            |            |            |            |            |            | F          | F          |            |            |            |            |
| 60 m com barreiras |            |            |            |            | Q          | Q          | S          | F          |            |            |            |            |
| 4 × 400 m          |            |            |            |            |            |            |            |            | Q          | Q          | F          | F          |
| Salto em altura    |            |            |            |            |            |            |            |            | F          | F          |            |            |
| Salto com vara     |            |            |            |            |            |            |            |            |            |            | F          | F          |
| Salto em distância |            |            |            |            | F          | F          |            |            |            |            |            |            |
| Salto triplo       |            |            |            |            |            |            | F          | F          |            |            |            |            |
| Arremesso de peso  |            |            | F          | F          |            |            |            |            |            |            |            |            |
| Heptatlo           |            |            |            |            | F          | F          | F          | F          | F          | F          | F          | F          |

| Date →             | 1º de março | 1º de março | 1º de março | 1º de março | 2 de março | 2 de março | 2 de março | 2 de março | 3 de março | 3 de março | 3 de março | 3 de março |
| Evento ↓           | M           | M           | T           | T           | M          | M          | T          | T          | M          | M          | T          | T          |
| ------------------ | ----------- | ----------- | ----------- | ----------- | ---------- | ---------- | ---------- | ---------- | ---------- | ---------- | ---------- | ---------- |
| 60 m               |             |             |             |             | Q          | Q          | SF         | F          |            |            |            |            |
| 400 m              | Q           | Q           | SF          | SF          |            |            | F          | F          |            |            |            |            |
| 800 m              | Q           | Q           |             |             | SF         | SF         |            |            |            |            | F          | F          |
| 1500 m             |             |             | Q           | Q           |            |            |            |            |            |            | F          | F          |
| 3000 m             |             |             |             |             |            |            | F          | F          |            |            |            |            |
| 60 m com barreiras |             |             |             |             |            |            |            |            | Q          | Q          | SF         | F          |
| 4 × 400 m          |             |             |             |             |            |            |            |            | Q          | Q          | F          | F          |
| Salto em altura    |             |             | F           | F           |            |            |            |            |            |            |            |            |
| Salto com vara     |             |             |             |             |            |            | F          | F          |            |            |            |            |
| Salto em distância |             |             |             |             |            |            |            |            |            |            | F          | F          |
| Salto triplo       |             |             |             |             |            |            |            |            | F          | F          |            |            |
| Arremesso de peso  | F           | F           |             |             |            |            |            |            |            |            |            |            |
| Pentatlo           | F           | F           | F           | F           |            |            |            |            |            |            |            |            |

| Q                                          | Eliminatórias | SF | Semifinais | F | Finais |
| M = Eventos da manhã, T = Eventos da tarde |               |    |            |   |        |

## Quadro de medalhas
O quadro de medalhas foi publicado.
| Ordem | País           | Medalha de ouro | Medalha de prata | Medalha de bronze | Total |
| ----- | -------------- | --------------- | ---------------- | ----------------- | ----- |
| 1     | Estados Unidos | 6               | 9                | 5                 | 20    |
| 2     | Bélgica        | 3               | 0                | 1                 | 4     |
| 3     | Nova Zelândia  | 2               | 2                | 0                 | 4     |
| 4     | Países Baixos  | 2               | 1                | 2                 | 5     |
| 5     | Etiópia        | 2               | 1                | 1                 | 4     |
| 5     | Grã-Bretanha   | 2               | 1                | 1                 | 4     |
| 7     | Suécia         | 1               | 1                | 0                 | 2     |
| 8     | Grécia         | 1               | 0                | 1                 | 2     |
| 9     | Austrália      | 1               | 0                | 0                 | 1     |
| 9     | Bahamas        | 1               | 0                | 0                 | 1     |
| 9     | Burquina Fasso | 1               | 0                | 0                 | 1     |
| 9     | Canadá         | 1               | 0                | 0                 | 1     |
| 9     | Dominica       | 1               | 0                | 0                 | 1     |
| 9     | Santa Lúcia    | 1               | 0                | 0                 | 1     |
| 9     | Suíça          | 1               | 0                | 0                 | 1     |
| 16    | Itália         | 0               | 2                | 2                 | 4     |
| 17    | Noruega        | 0               | 2                | 0                 | 2     |
| 18    | França         | 0               | 1                | 1                 | 2     |
| 18    | Polónia        | 0               | 1                | 1                 | 2     |
| 20    | Argélia        | 0               | 1                | 0                 | 1     |
| 20    | Cuba           | 0               | 1                | 0                 | 1     |
| 20    | Finlândia      | 0               | 1                | 0                 | 1     |
| 20    | Alemanha       | 0               | 1                | 0                 | 1     |
| 20    | Ucrânia        | 0               | 1                | 0                 | 1     |
| 25    | Jamaica        | 0               | 0                | 3                 | 3     |
| 26    | Espanha        | 0               | 0                | 2                 | 2     |
| 27    | Benim          | 0               | 0                | 1                 | 1     |
| 27    | Estónia        | 0               | 0                | 1                 | 1     |
| 27    | Quênia         | 0               | 0                | 1                 | 1     |
| 27    | Portugal       | 0               | 0                | 1                 | 1     |
| 27    | Eslovênia      | 0               | 0                | 1                 | 1     |
| 27    | Coreia do Sul  | 0               | 0                | 1                 | 1     |
| Total | Total          | 26              | 26               | 26                | 78    |

## Medalhistas
Esses são os resultados oficiais do campeonato.

### Masculino
| Evento                      | Ouro                                                                                                | Ouro       | Prata | Prata    | Bronze | Bronze   |
| 60 m detalhes               | Christian Coleman · Estados Unidos                                                                  | 6.41       | Noah Lyles · Estados Unidos                                                                                                 | 6.44     | Ackeem Blake · Jamaica | 6.46     |
| 400 m detalhes              | Alexander Doom · Bélgica                                                                            | 45.25      | Karsten Warholm · Noruega                                                                                                   | 45.34    | Rusheen McDonald · Jamaica | 45.65    |
| 800 m detalhes              | Bryce Hoppel · Estados Unidos                                                                       | 1:44.92    | Andreas Kramer · Suécia | 1:45.27  | Eliott Crestan · Bélgica | 1:45.32  |
| 1500 m detalhes             | Geordie Beamish · Nova Zelândia                                                                     | 3:36.54    | Cole Hocker · Estados Unidos                                                                                                | 3:36.69  | Hobbs Kessler · Estados Unidos | 3:36.72  |
| 3000 m detalhes             | Josh Kerr · Grã-Bretanha                                                                            | 7:42.98    | Yared Nuguse · Estados Unidos                                                                                               | 7:43.59  | Selemon Barega · Etiópia | 7:43.64  |
| 60 m com barreiras detalhes | Grant Holloway · Estados Unidos                                                                     | 7.29 =     | Lorenzo Simonelli · Itália                                                                                                  | 7.43     | Just Kwaou-Mathey · França | 7.47     |
| 4x400 m detalhes            | Bélgica (BEL) · Jonathan Sacoor · Dylan Borlée · Christian Iguacel · Alexander Doom · Tibo De Smet* | 3:02.54    | Estados Unidos (USA) · Jacory Patterson · Matthew Boling · Noah Lyles · Christopher Bailey · Paul Dedewo* · Trevor Bassitt* | 3:02.60  | Países Baixos (NED) · Liemarvin Bonevacia · Ramsey Angela · Terrence Agard · Tony van Diepen · Taymir Burnet* · Isaya Klein Ikkink* | 3:04.25  |
| Salto em distância detalhes | Miltiadis Tentoglou · Grécia                                                                        | 8.22 m     | Mattia Furlani · Itália | 8.22 m   | Carey McLeod · Jamaica | 8.21 m   |
| Salto triplo detalhes       | Hugues Fabrice Zango · Burquina Fasso                                                               | 17.53 m    | Yasser Triki · Argélia | 17.35 m  | Tiago Pereira · Portugal | 17.08 m  |
| Salto em altura detalhes    | Hamish Kerr · Nova Zelândia                                                                         | 2.36 m ,   | Shelby McEwen · Estados Unidos                                                                                              | 2.28 m   | Woo Sang-hyeok · Coreia do Sul | 2.28 m   |
| Salto com vara detalhes     | Armand Duplantis · Suécia                                                                           | 6.05 m     | Sam Kendricks · Estados Unidos                                                                                              | 5.90 m   | Emmanouil Karalis · Grécia | 5.85 m   |
| Arremesso de peso detalhes  | Ryan Crouser · Estados Unidos                                                                       | 22.77 m    | Tom Walsh · Nova Zelândia                                                                                                   | 22.07 m  | Leonardo Fabbri · Itália | 21.96 m  |
| Heptatlo detalhes           | Simon Ehammer · Suíça                                                                               | 6418 pts , | Sander Skotheim · Noruega                                                                                                   | 6407 pts | Johannes Erm · Estónia | 6340 pts |

- Nota: * = atletas que competiram somente nas baterias

### Feminino
| Evento                      | Ouro | Ouro      | Prata | Prata    | Bronze                                                                                        | Bronze        |
| 60 m detalhes               | Julien Alfred · Santa Lúcia | 6.98 =    | Ewa Swoboda · Polónia | 7.00     | Zaynab Dosso · Itália                                                                         | 7.05          |
| 400 m detalhes              | Femke Bol · Países Baixos | 49.17     | Lieke Klaver · Países Baixos                                                                                             | 50.16    | Alexis Holmes · Estados Unidos                                                                | 50.24         |
| 800 m detalhes              | Tsige Duguma · Etiópia | 2:01.90   | Jemma Reekie · Grã-Bretanha                                                                                              | 2:02.72  | Noélie Yarigo · Benim                                                                         | 2:03.15       |
| 1500 m detalhes             | Freweyni Hailu · Etiópia | 4:01.46   | Nikki Hiltz · Estados Unidos                                                                                             | 4:02.32  | Emily Mackay · Estados Unidos                                                                 | 4:02.69       |
| 3000 m detalhes             | Elle Purrier St. Pierre · Estados Unidos                                                                                          | 8:20.87 , | Gudaf Tsegay · Etiópia                                                                                                   | 8:21.13  | Beatrice Chepkoech · Quénia                                                                   | 8:22.68       |
| 60 m com barreiras detalhes | Devynne Charlton · Bahamas | 7.65      | Cyrena Samba-Mayela · França                                                                                             | 7.74     | Pia Skrzyszowska · Polónia                                                                    | 7.79          |
| 4x400 m detalhes            | Países Baixos (NED) · Lieke Klaver · Cathelijn Peeters · Lisanne de Witte · Femke Bol · Myrte van der Schoot* · Eveline Saalberg* | 3:25.07 , | Estados Unidos (USA) · Quanera Hayes · Talitha Diggs · Bailey Lear · Alexis Holmes · Jessica Wright* · Na'Asha Robinson* | 3:25.34  | Grã-Bretanha (GBR) · Laviai Nielsen · Lina Nielsen · Ama Pipi · Jessie Knight · Hannah Kelly* | 3:26.36 {{NR} |
| Salto em distância detalhes | Tara Davis-Woodhall · Estados Unidos                                                                                              | 7.07 m    | Monae' Nichols · Estados Unidos                                                                                          | 6.85 m   | Fátima Diame · Espanha                                                                        | 6.78 m        |
| Salto triplo detalhes       | Thea Lafond · Domínica | 15.01 m , | Leyanis Pérez · Cuba | 14.90 m  | Ana Peleteiro · Espanha                                                                       | 14.75 m       |
| Salto em altura detalhes    | Nicola Olyslagers · Austrália | 1.99 m    | Yaroslava Mahuchikh · Ucrânia                                                                                            | 1.97 m   | Lia Apostolovski · Eslovénia                                                                  | 1.95 m        |
| Salto com vara detalhes     | Molly Caudery · Grã-Bretanha | 4.80 m    | Eliza McCartney · Nova Zelândia                                                                                          | 4.80 m   | Katie Moon · Estados Unidos                                                                   | 4.75 m        |
| Arremesso de peso detalhes  | Sarah Mitton · Canadá | 20.22 m   | Yemisi Ogunleye · Alemanha                                                                                               | 20.19 m  | Chase Jackson · Estados Unidos                                                                | 19.67 m       |
| Pentatlo detalhes           | Noor Vidts · Bélgica | 4773 pts  | Saga Vanninen · Finlândia                                                                                                | 4677 pts | Sofie Dokter · Países Baixos                                                                  | 4571 pts      |

- Nota: * = atletas que competiram somente nas baterias

## Participantes por nacionalidade
Um total de 587 atletas de 128 países participaram do campeonato.
- Albânia (1)
- Argélia (3)
- Samoa Americana (1)
- Andorra (1)
- Argentina (1)
- Armênia (1)
- Austrália (6)
- Áustria (5)
- Bahamas (6)
- Bangladesh (1)
- Barbados (2)
- Bélgica (23)
- Benim (1)
- Bolívia (1)
- Bósnia e Herzegovina (1)
- Botswana (1)
- Brasil (20)
- Ilhas Virgens Britânicas (2)
- Bulgária (1)
- Burquina Fasso (1)
- Camarões (1)
- Canadá (13)
- Ilhas Caimã (1)
- Chile (3)
- China (7)
- Colômbia (2)
- Comores (1)
- Ilhas Cook (1)
- Croácia (3)
- Cuba (3)
- Chipre (2)
- Chéquia (21)
- Dinamarca (5)
- Djibuti (1)
- Dominica (1)
- Equador (1)
- Egito (1)
- Estónia (3)
- Essuatíni (1)
- Etiópia (13)
- Estados Federados da Micronésia (1)
- Fiji (1)
- Finlândia (8)
- França (13)
- Gâmbia (1)
- Alemanha (7)
- Gibraltar (1)
- Grã-Bretanha (23)
- Grécia (9)
- Guam (1)
- Haiti (1)
- Honduras (1)
- Hungria (10)
- Islândia (1)
- Índia (2)
- Irão (1)
- Iraque (1)
- Irlanda (9)
- Itália (21)
- Jamaica (20)
- Japão (7)
- Jordânia (1)
- Cazaquistão (2)
- Quênia (12)
- Quirguistão (1)
- Letônia (2)
- Líbano (1)
- Libéria (1)
- Lituânia (2)
- Luxemburgo (4)
- Macau (1)
- Maldivas (1)
- Mali (1)
- Malta (1)
- Ilhas Marshall (1)
- Ilhas Maurícias (1)
- México (3)
- Moldávia (1)
- Mónaco (1)
- Montenegro (1)
- Monserrate (1)
- Marrocos (2)
- Moçambique (1)
- Nauru (1)
- Países Baixos (22)
- Nova Zelândia (10)
- Nigéria (3)
- Macedônia do Norte (1)
- Marianas Setentrionais (1)
- Noruega (6)
- Omã (1)
- Paquistão (1)
- Palau (1)
- Papua-Nova Guiné (1)
- Paraguai (1)
- Filipinas (3)
- Polónia (22)
- Portugal (15)
- Porto Rico (3)
- Roménia (7)
- Ruanda (1)
- Santa Lúcia (1)
- San Marino (1)
- Arábia Saudita (1)
- Sérvia (4)
- Seicheles (1)
- Serra Leoa (1)
- Singapura (1)
- Eslováquia (8)
- Eslovênia (6)
- Ilhas Salomão (1)
- África do Sul (3)
- Coreia do Sul (1)
- Espanha (20)
- Suécia (9)
- Suíça  (11)
- Tanzânia (1)
- Tonga (1)
- Trinidad e Tobago (2)
- Turquia (3)
- Turcas e Caicos (1)
- Tuvalu (1)
- Uganda (1)
- Ucrânia (6)
- Estados Unidos (54)
- Ilhas Virgens Americanas (1)
- Uruguai (2)

Legenda
| Recorde mundial       | Recorde mundial (World record)               |                       | Recorde africano                      | Recorde africano (African) |                                           | Q | Classificado por posição (Qualified) |
| Recorde do campeonato | Recorde do campeonato (Championship record)  | Recorde da América    | Recorde da América (Americas)         | q                          | Classificado por melhor tempo (Qualified) |   |                                      |
| Melhor marca do ano   | Melhor marca do ano (World leading)          | Recorde asiático      | Recorde asiático (Asian)              | DNS                        | Não largou (Did not start)                |   |                                      |
| Recorde nacional      | Recorde nacional (National record)           | Recorde europeu       | Recorde europeu (European)            | DNF                        | Não terminou (Did not finish)             |   |                                      |
| Recorde pessoal       | Recorde pessoal do atleta (Personal best)    | Recorde da Oceania    | Recorde da Oceania (Oceania)          | DSQ / DQ                   | Desclassificado (Disqualified)            |   |                                      |
| Recorde da temporada  | Recorde da temporada do atleta (Season best) | Recorde sul-americano | Recorde sul-americano (South America) | NM                         | Sem marca (No mark)                       |   |                                      |